# Потос (Тасос)
Потос је туристичко насељено место на обали Егејског мора на југозападу острва Тасос. Насеље је имало 788 становника по попису из 2021. године. 
Према новијим подацима процена је да има око 1000 становника. 
Насеље је познато по туризму и располаже велики бројем: хотела, вила и ресторана. Дуж обале налази се већи број пешчаних и каменитих плажа.
Насеље је повезано асфалтним путем са селом Теолоgос унутар острва а са осталим насељима путем који води око острва. 

## Галерија
- Поглед на Потос 2013.г.
- Залазак сунца поглед са плаже "Сан Антонио" 2013.г.
- Православна црква у Потосу 2016. године

### Православна црква Успење Пресвете Богородице у Потосу
Реновирање и освештење Православне цркве "Успење Пресвете Богородице у Потосу завршено је 22.јула 2023. године. У комплексу се налази Црква, мала капела и споменик херојима.
- Православна црква
- Мала капела за паљење свећа
- Споменик херојима
- Православна црква и споменик херојима

## Рефенерце
1. ↑  Никана сајт
2. ↑  Сајт: "Кавала Њуз"